# Troost (bemoediging)

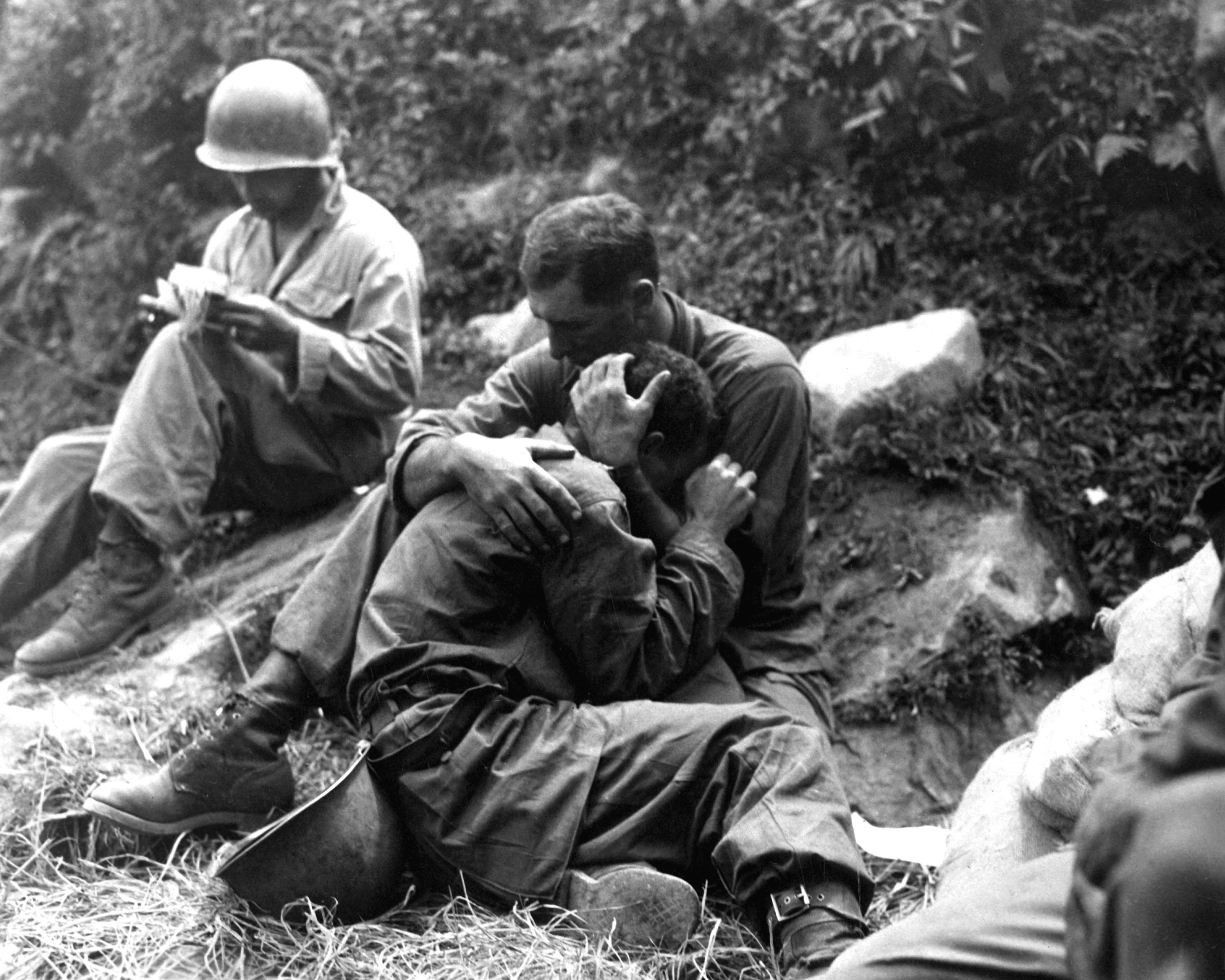
Amerikaanse soldaat in de Koreaanse oorlog die wordt getroost door een medestrijder

Troost is het bemoedigen van iemand die lichamelijk of geestelijk lijdt en het verzachten van diens pijn. Troost kan geboden worden met woorden, maar ook door lichamelijk contact. De kern van troosten is dat de getrooste zich niet alleen en/of verlaten voelt.

## Etymologie
Het woord troost is met het achtervoegsel -st afgeleid van de Proto-Indo-Europese wortel van 'trouw' (*dreuH-, *druH-), die ‘standvastig, stevig’ betekende.

## Consolatio
Consolatio betekent in het Latijn troostgeschrift. Troostgeschriften waren er al in de klassieke oudheid bij Seneca. Deze schreef hen in de vorm van proza. 500 jaar n.Chr. schreef de christelijke filosoof Boëthius de Troost der filosofie als troostgeschrift.

## Christelijke context
Het christendom beschouwt troost als onderdeel van het geloof. In het Nieuwe Testament kondigt Jezus aan ten hemel te moeten gaan, om de Trooster zijn plaats in te kunnen nemen, daarmee doelend op de Heilige Geest. In de Nieuwe Bijbelvertaling wordt de term parakleitos echter vertaald met pleitbezorger.
Christenen halen vaak in slechte tijden troost uit hun geloof aan God. Het bidden en andere rituelen kan hen sterken in deze tijden. Hiervoor worden vaak teksten genomen uit Psalmen. Een bekend voorbeeld hiervan is De Heer is mijn herder